# Imperdible

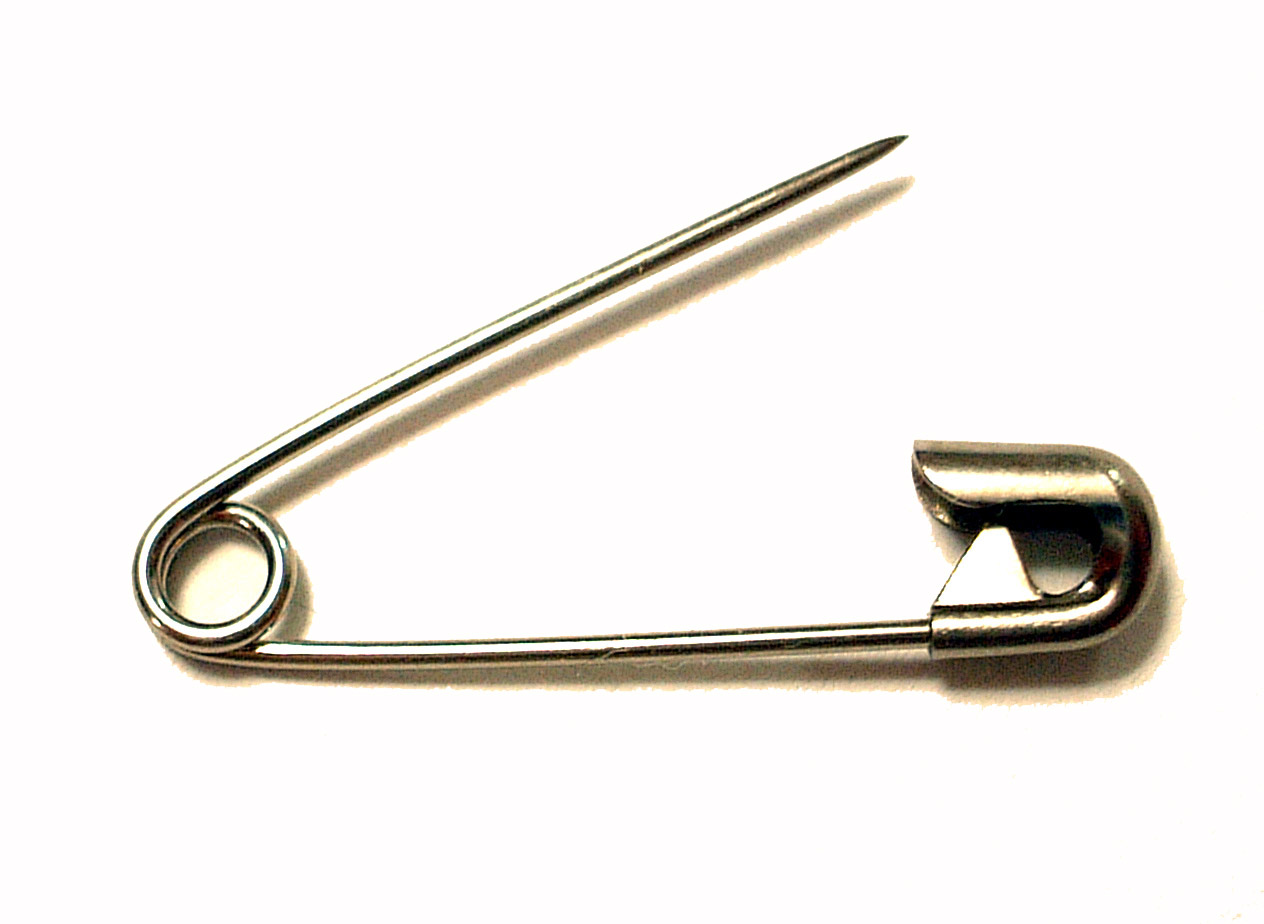
Imperdible abierto.

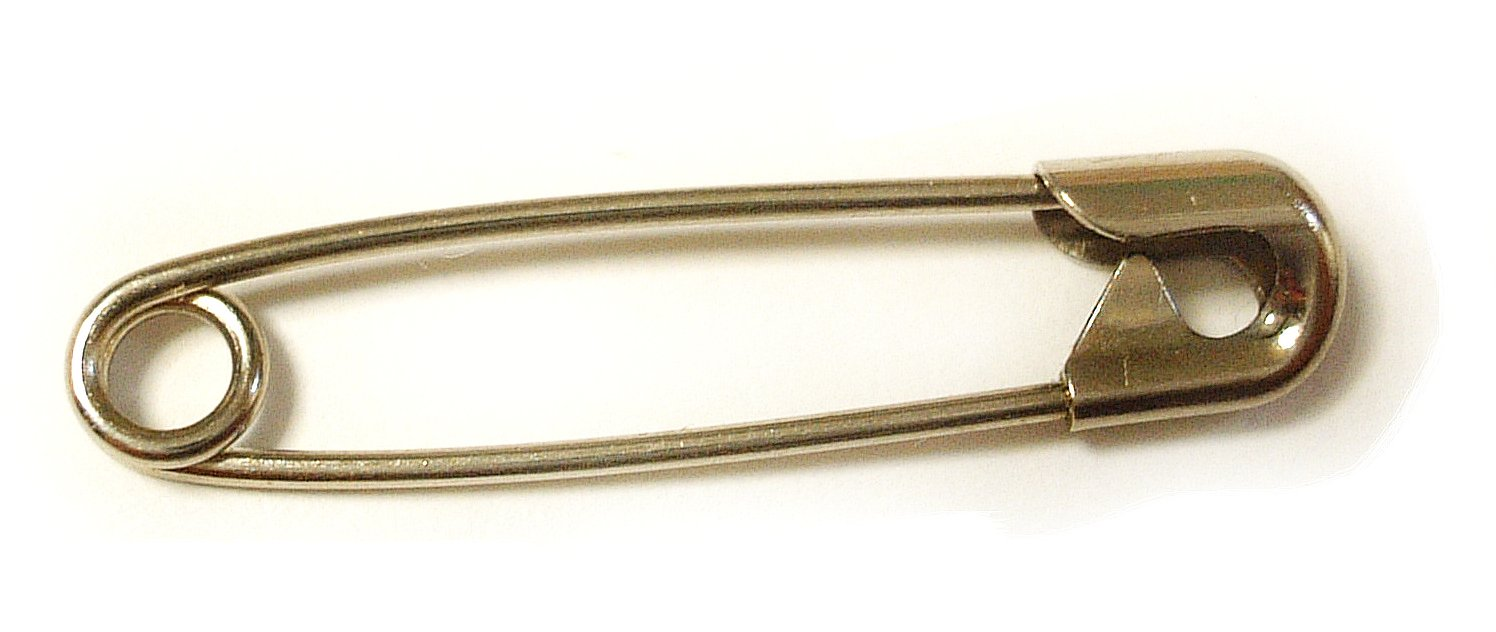
Imperdible cerrado.

Un imperdible, alfiler de gancho, gancho  (en Venezuela),  alfiler de seguridad, gancho de seguridad, prendedor (en Paraguay), gacilla,  gancho nodriza, trabita, seguro (en México) o arpita (en el Estado Zulia) es un tipo de alfiler con un extremo en forma de gancho para guardar en él su punta, de este modo se evita que se abra y deje de cumplir su función; también se previenen heridas accidentales al usarlo en la ropa. Se puede utilizar tanto como accesorio de vestimenta como de pendiente.
Las fíbulas, de origen anterior al periodo micénico, cumplían un cometido semejante al de los imperdibles modernos. También hay otra teoría sobre el posible origen del imperdible, y es que lo inventaron los pueblos de la Edad del Hierro de Europa, a saber, la cultura de Hallstatt, situada en lo que actualmente es la Austria moderna.
El imperdible fue «reinventado» en julio de 1849 por Walter Hunt. La patente se vendió por 400 dólares del momento (equivalentes a unos 15 000 dólares en 2024).

## Fabricación
Hecho de metal rígido pero flexible, se abre presionando sus lados paralelos hacia adentro. Es seguro porque la extremidad aguda de la aguja queda protegida cuando el imperdible está cerrado. Se utiliza para sujetar la ropa y otro tipo de textiles que no tiene ningún dispositivo especial de unión como botones o cremallera.
También se usa para realizar una reparación provisional en caso de algunas imperfecciones de la ropa. El imperdible pincha y pasa a través de la superficie del material con su extremo agudo. Entonces, se une y se inserta en el otro extremo blindado que mantiene el objeto en su lugar.
El imperdible es fuerte, seguro y muy duradero. Generalmente está hecho de acero, acero inoxidable o latón (menos resistente).